# Jalwad, Sindgi
Jalwad là một làng thuộc tehsil Sindgi, huyện Bijapur, bang Karnataka, Ấn Độ.